# La Paloma del Espíritu Santo
La Paloma del Espíritu Santo es una ciudad paraguaya ubicada en el Departamento de Canindeyú. Su centro urbano se encuentra a 5 km del Distrito F.C.Álvarez.
Está ubicada en el oeste del departamento, a aproximadamente 195 km de Ciudad del Este y 35 km de Salto del Guairá. Limita al norte y este con Salto del Guairá, y al sur y oeste con Distrito Gral. F. C. Álvarez.

## Clima
La temperatura máxima en verano llega a los 40 °C. La mínima en invierno, es de 0 °C. La media en el departamento es de 24 °C. Las precipitaciones son muy frecuentes y abundantes.

## Economía

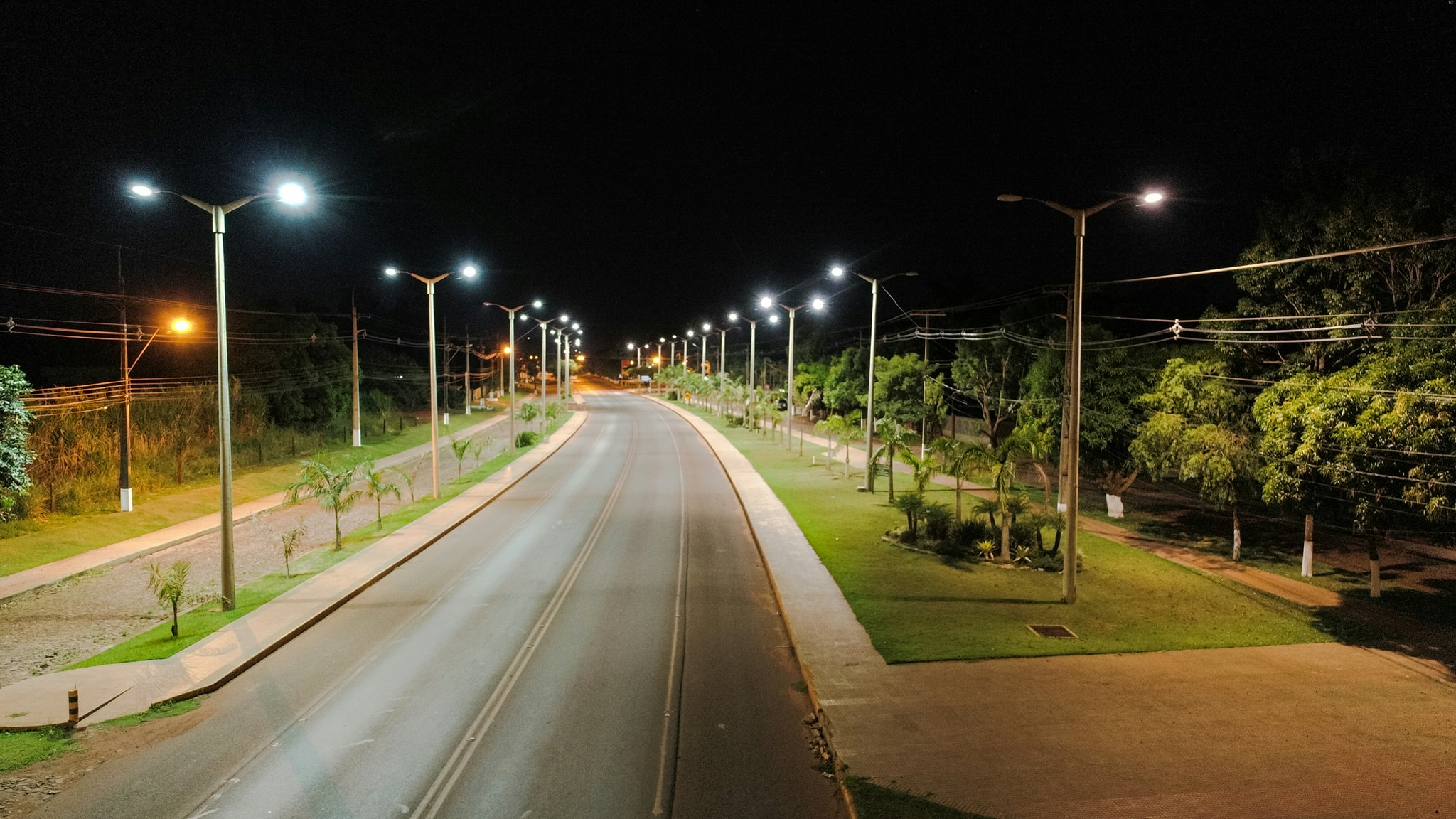
La ciudad se caracteriza por el jardín que recibe a los visitantes.

La economía de la ciudad de La Paloma Del Espíritu Santo se basa principalmente en la agricultura, Ganadería, Comercio y servicios. La agricultura se basa en la siembra de soja, maíz, trigo y otros cereales, siendo el cultivo de soja el principal motor económico, el cual se destaca debido a las tecnologías aplicadas para obtener un producto de alta calidad. La actividad agrícola va acompañada de una excelente cadena logística y de almacenamiento de granos donde varias empresas cuentan con infraestructura para el almacenamiento de la producción en silos de alta capacidad.
Anualmente se realiza la "Expo Regional Canindeyú", en la sede local de la Asociación Rural del Paraguay, que exhibe todo el potencial productivo de la zona. Cabe destacar que Canindeyú es la segunda potencia productiva de soja del país.

## Deportes
La ciudad cuenta con tres clubes deportivos. El Club Social y Deportivo La Paloma, Club Social y Deportivo Nuevo Horizonte y Club Social y Deportivo 6 de Enero, donde el fútbol es el deporte predominante. Los clubes compiten anualmente en el campeonato de fútbol de la Liga Deportiva Canindeyu, compuesta también con clubes de la ciudad de Francisco Caballero Álvarez y Katueté.